# Frédéric Valmain (acteur)
Ne doit pas être confondu avec Frédéric Valmain (écrivain).
Frédéric Valmain, né le 30 janvier 1931 à Alger, mort le 9 juin 2003 à Champigny, Val-de-Marne, est un acteur, scénariste et écrivain français. De son vrai nom Paul Baulat, il commence à tourner de tout petits rôles, avant de rencontrer le succès au théâtre avec Liberty bar qui est aussi sa première œuvre théâtrale. Cette pièce est très souvent attribuée à Frédéric Dard, notamment par Thierry Cazon en 2001, Pierre Assouline en juillet 2008 et par Alexandre Clément en 2012. "Le flamenco des assassins" fut adaptée au cinéma sous le titre de "Johnny Banco", ce roman semble également avoir été écrit par Frédéric Dard.

## Théâtre
- 1955 : Liberty Bar, mise en scène Jean Dejoux, Théâtre Charles de Rochefort
- 1956 :
  - La corde pour te pendre d'après Malice de Pierre Mac Orlan, mise en scène Bernard Jenny, Comédie de Paris
  - Traquenard d'après James Hadley Chase, mise en scène Jean Dejoux, Théâtre Charles de Rochefort
- 1958 : Meurtres en fa dièse d'après Boileau-Narcejac, mise en scène Jean Dejoux, Théâtre Charles de Rochefort
- 1959 : Homicide par prudence d'après Double Cross de John O'Hare, mise en scène Jean Dejoux, Théâtre Charles de Rochefort
- 1961 : Deux Pieds dans la tombe d'après John Lee Thompson, mise en scène Jean Dejoux, Théâtre Charles de Rochefort
- 1962 :
  - Illégitime Défense, mise en scène Jean Dejoux, Théâtre Charles de Rochefort
  - Pas d'usufruit pour tante Caroline, mise en scène Jean Dejoux, Théâtre Charles de Rochefort
- 1964 : Le Procès de Maître Ferrari de Frédéric Valmain et Jean Rebel, mise en scène Maurice Guillaud, Théâtre Charles de Rochefort

## Filmographie
- 1951 :
  - ...Sans laisser d'adresse
  - Gibier de potence de Roger Richebé
- 1952 : Une Fille sur la route
- 1954 :
  - Le Comte de Monte-Cristo : La trahison - 1re époque
  - Le Comte de Monte-Cristo : La vengeance - 2e époque
  - La neige était sale
  - La Rage au corps
- 1955 :
  - Frou-Frou
  - Les Dents longues
- 1956 : Marie-Antoinette reine de France (1956) (rôle du Comte d'Artois)

### Scénarios de cinéma
- 1960 : Le Cercle vicieux, d'après son roman, La Mort dans l'âme
- 1963 : Le passé d'une femme épisode de la série télévisée "L'inspecteur Leclerc enquête" (ORTF)
- 1964 : Deux pieds dans la tombe (téléfilm) Saarländischer Rundfunk
- 1967 : Johnny Banco d'Yves Allégret (roman Le Flamenco des assassins)
- 1969 : Un Charleston pour Lady Mac'Beth (téléfilm) Saarländischer Rundfunk
- 1980 : Homicide par prudence, diffusé dans le cadre de l'émission télévisée Au théâtre ce soir

## Publications
- La Mort dans l'âme, Arthème Fayard, 1958
- Le Flamenco des assassins, Arthème Fayard, 1961

## Paroles de chanson
- 1955 : Liberty bar - À la roulette de la vie, paroles de Frédéric Valmain, musique de Marguerite Monnot. Leit-motiv de la pièce du théâtre Charles de Rochefort : Liberty bar, adapté par Frédéric Valmain, d'après le roman du même titre de Georges Simenon. [Slow à 1 voix et piano avec chiffrage pour accompagnement]

### Sources
Alexandre Clément, L'affaire Dard/Simenon, La nuit du chasseur, 2012